# Estación de Guadalajara (México)
Guadalajara es una estación de trenes que se encuentra en Guadalajara, Jalisco. Desde la estación se aborda a diferentes destinos hacia Tequila.

## Historia

### Inicios
Durante la creación de la red de ferrocarril en México, era necesario que esta llegara a Guadalajara al ser un destino importante en comercio, transporte y comunicación. Se hicieron los proyectos de estación, y tras escogerse uno, el gobernador de Jalisco, Ramón Corona, fijo sus ojos a los terrenos situados a la espalda del destruido monasterio de San Francisco. 
Esta superficie, la cual abarcaba hasta el parque Agua Azul, la ocupaban la huerta de los colegiales, varios corrales, parcelas y algunas casas muy humildes. Se levantó la estación después de tumbar los muros que quedaban del convento. La estación se inauguró el 15 de mayo de 1888, día en que llegó a la ciudad el primer ferrocarril, proveniente de la Ciudad de México.

### Remodelación
En 1957, se realizó la rehabilitación de la línea ferroviaria Guadalajara-Irapuato e inmediatamente después se inició la construcción de la actual estación. Para diciembre de 1958, la obra civil, la de los patios y vías, estaba terminada a un 90 por ciento. La decisión de la construcción de esta nueva terminal fue de la empresa Ferrocarriles Nacionales de México y del gobernador del estado, Agustín Yáñez. Frente a la estación se encuentra como monumento una máquina de vapor que en el pasado hacia el recorrido de Guadalajara a Chapala. Esta máquina de vapor pesa 15 toneladas y se colocó sobre una base de cantera en 1960.

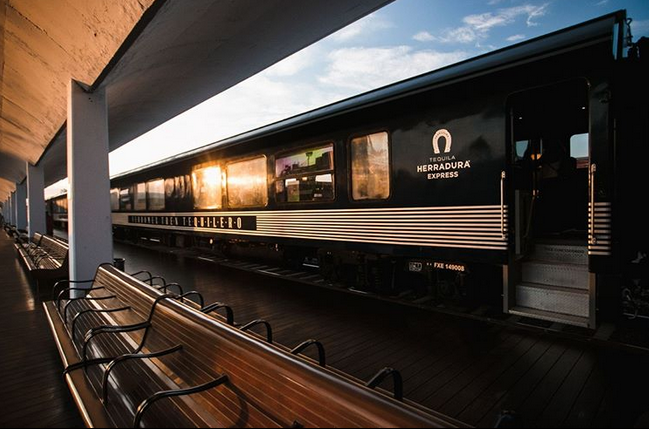
Vagones del Tequila Herradura Express en los andenes de la estación, 2020.

En la sala de espera estaban 38 bancas de madera y en los alrededores de esta sala, se encontraban varios puestos que ofrecían la venta ropa, bolsas, alimentos, libros, boletos de la Lotería instantánea, y otras cosas. También le cambiaron el piso, que anteriormente era de granito y sobre éste se colocó vitropiso de color café muy claro. Las pilastras que antes estaban tapizadas de mosaico, se cubrieron de cemento dándole una vista muy rústica a la estación. Finalmente, la estación fue inaugurada en 1960 por el presidente Adolfo López Mateos.
Desde la estación partían trenes hacia diferentes destinos del país. Las rutas más importantes eran el Ferrocarril del Pacífico, que tenía como destino final Nogales, y el Tapatío, que tenía como destino final estación de Buenavista, ubicada en la Ciudad de México. Este último servicio partía a las 8:00 a. m. desde la Ciudad de México y llegaba a Guadalajara a las 20:00 horas.

### Actualidad
En agosto de 1997, se propone la creación del Tequila Express. Consiste en recorridos turísticos en ferrocarril que parten de Guadalajara y se dirigen al pueblo de Tequila, con el fin de promover el paisaje agavero y las haciendas donde se produce el tequila, bebida característica de Jalisco.
Fue así que la cámara de comercio y distintos empresarios se sumaron para hacer realidad el proyecto, el cual se completo durante la gestión de Alberto Cárdenas Jiménez como gobernador del estado.
Tras el éxito de este tren, Tequila Herradura y Ferromex crearían el Tequila Herradura Express, el cual consiste en un tren exclusivo que realiza recorridos desde Guadalajara hacia Amatitán, Jalisco. Esta línea inicio sus operaciones el 29 de abril de 2017.

## Conexiones
La estación dispone de conexiones con la línea 1 del Sistema de Tren Eléctrico Urbano a través de la estación Washington, así como con la línea de autobús de tránsito rápido Mi Macro Calzada en la estación Agua Azul, la cual está a pocos metros del acceso al recinto.